# 派翠西亞·奧胡斯
派翠西亞·奧胡斯(Patricia Aakhus)為愛爾蘭作家及南印度安那大學教師。

## 小說
奧胡斯共寫了三本關於愛爾蘭在中世紀早期的小說，分別為The Voyage of Mael Duin's Curragh，波尹之女(Daughter of the Boyne)以及Sorrows of Tara。
於1990年寫成的The Voyage of Mael Duin's Curragh為奧胡斯奪得兩個獎項：1990年之Readercon's Best Imaginative Literature Award及Cahill Award。